# Academia Nacional de Agronomía y Veterinaria de Argentina

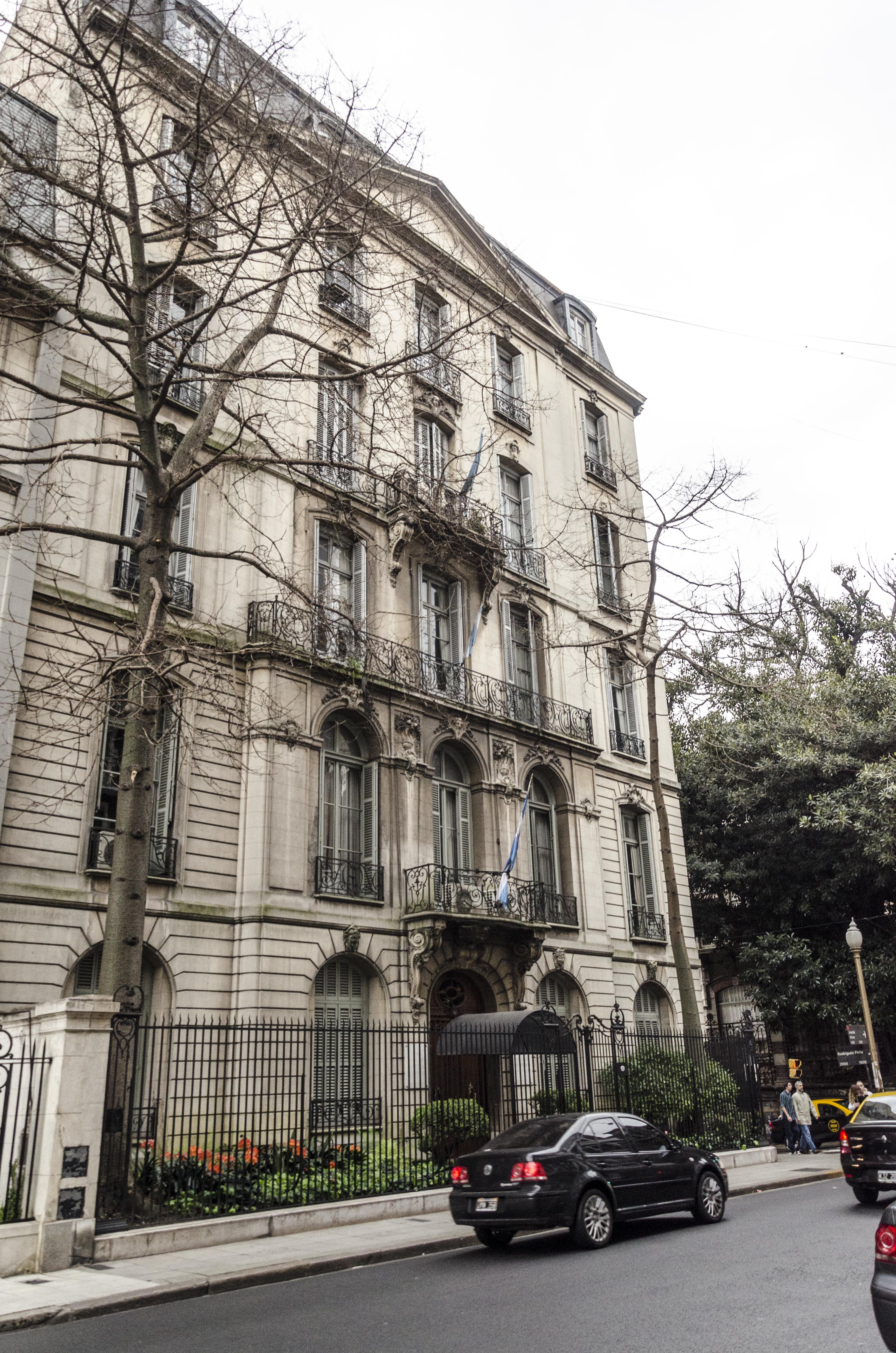
Frente de la Casa de las Academias Nacionales.

La Academia Nacional de Agronomía y Veterinaria (ANAV) fue fundada por el Consejo Superior de la Universidad de Buenos Aires el 16 de octubre de 1909, y  el 2 de mayo de 1910 nombró sus primeros 18 miembros. La Facultad de Agronomía y Veterinaria se había incorporado a la Universidad de Buenos Aires por decreto del 10 de mayo de 1909 y conforme al artículo 66 de los estatutos entonces vigentes, debía existir en su ámbito una corporación de veinticinco miembros denominada Academia con funciones consultivas, de modo que la Universidad estaba cumpliendo con la obligación establecida en dicha norma.

## Historia
El Instituto Superior de Agronomía y Veterinaria había sido creado en 1904 dentro del ámbito del Ministerio de Agricultura a instancias del Ministro Wenceslao Escalante. Por decreto del 10 de mayo de 1909 el Instituto Superior fue incorporado a la Universidad de Buenos Aires pasando a ser la Facultad de Agronomía y Veterinaria. Conforme al artículo 66 de los estatutos entonces vigentes, debía existir en su ámbito una corporación de veinticinco miembros denominada Academia. En cumplimiento de esa obligación, el Consejo Superior de la Universidad de Buenos Aires la creó el 16 de octubre de 1909 y el 2 de mayo de 1910 nombró sus primeros 18 miembros. La Academia era una especie de organismo consultivo, dependiente de la Facultad, por lo cual se la ha calificado como “Academia Dependiente” y en esa etapa tuvo escasa actividad. Los académicos designados el 2 de mayo, fueron: Pedro Narciso Arata,  Julio Argentino Roca,  Alfredo Demarchi, Ramón José Cárcano, Emilio Frers, Abel Bengolea, Pedro Lagleyze,  Pedro Benedit,  Ricardo Schatz, Francisco P. Lavalle,  José Lignierès, Virginio Bozzi, Moldo Montanari, Cayetano Martinoli y  Joaquín Zabala. En su primera reunión realizada el 6 de junio de 1910 la Academia  eligió para integrar su mesa directiva a Abel Bengolea como presidente, Pedro Benedit como vicepresidente,  Francisco P. Lavalle como secretario y  Pedro N. Arata como tesorero y nombró 8 nuevos académicos, José M. Agote, Ramón Bidart, Ángel Gallardo, Manuel Güiraldes, José M. Huergo, Pedro J. Isouribehere, Pascual Palma y Leonardo Pereyra Iraola.
Una de las consecuencias del movimiento denominado Reforma Universitaria, de 1918, fue la modificación del Estatuto de la Universidad por decreto del Poder Ejecutivo de octubre de 1923 que, entre otros aspectos, suprimía las Academias en el seno de las Facultades. Posteriormente, por decreto del presidente Marcelo T. de Alvear del 13 de febrero de 1925, se dispuso la creación de las academias nacionales como instituciones autónomas, que pueden adquirir personería jurídica, y que continuarán sus actividades anteriores. Como la norma aumentó a 35 el número de miembros, el Poder Ejecutivo nombró a seis nuevos académicos para que sumados a los 12 que quedaban en ese momento hubiera el quorum mínimo para sesionar. Los 6 nuevos académicos fueron Tomás Amadeo, Belarmino Barbará, Daniel Inchuasti, Francisco Pedro Marotta, Pedro T. Pagés y José María Quevedo. 
La Academia fijó entonces provisionalmente su sede en la Sociedad Científica Argentina y posteriormente en el Centro Argentino de Ingenieros Agrónomos. 

## Académicos
Algunos de sus miembros de número fueron Alejandro Botto, Emilio A. Coni, Franco E. Devoto, Carlos D. Girola, Leopoldo Giusti, Fernando Lahille, Arturo Lanusse, Pablo Lavenir, Tomás Le Breton, Juan Murtagh, Lorenzo R. Parodi, Ezequiel Ramos Mexía, Francisco Rosenbusch, Federico Sívori, Damián M. Torino, Saturnino Zemborain, Luis A. Foulon, Vicente Brunini, Diego Joaquín M. Ibarbia. En 1932 se nombró a Luis van de Pas y Federico Reichert. En años posteriores se designaron más personalidades como académicos, sumando hasta el presente un total de algo más de 170 académicos de número y unos 130 académicos correspondientes.

## Publicaciones y sede
La Academia publica sus artículos en forma de Anales desde 1935. En la presentación del primer tomo de Anales, el Presidente de la Academia Ing. Agr. F. Pedro Marotta expresa: "El presente volumen forma el tomo primero de sus Anales, donde se ha recopilado la labor de los años 1932-1934, correspondientes a la presidencia del subscripto. Crea así la Academia su órgano de expresión escrita. Sería redundante puntualizar la trascendencia de los temas desarrollados como el dominio de la materia y el prestigio de sus autores. Las recepciones de ilustres hombres de ciencias extranjeros quedan también registradas en sus páginas. Puede por todo ello decirse que la Academia de Agronomía y Veterinaria ha llenado cumplidamente su misión por la empeñosa colaboración de todos".
Desde 1980 su sede se encuentra en Buenos Aires, en el segundo piso de la Casa de las Academias Nacionales (Avenida Alvear 1711). Cuenta además con cinco Comisiones Académicas Regionales: del Noroeste, Cuyo, Noreste, Sur y Centro del país, que nuclean a los académicos correspondientes de cada una de estas regiones. El número de académicos correspondientes designados en cada sede coincide con la distribución geográfica de la población del país y su actividad cultural y científica.
En el ambiente de la agronomía y veterinaria formar parte de la Academia significa "la máxima aspiración de una carrera profesional" (p.ej. en Oliver 1994)
Agrega el Dr. Norberto Ras en la página web (2014): "El organismo funciona con plena actividad, como todas las Academias Nacionales, desde el Decteto-ley N° 4.362, de 1955, que las reconstituyó, después de un período en que estuvieron inactivas."